# Le Noël d'un vagabond
 (juillet 2025).
Pour plus de détails, voir Fiche technique et Distribution.

Le Noël d'un vagabond est un film français muet de court métrage écrit et réalisé par Ferdinand Zecca et René Leprince, sorti en 1915.

## Synopsis
Bonace est un brave vagabond dont l'honnêteté est bien mal récompensée. Ainsi quand il ramène un porte-monnaie perdu à la gendarmerie se voit-il emprisonné pour n'avoir... pas d'argent sur lui ! Plus tard, libéré de prison avec en poche 4 francs 50 centimes gagnés dans l'atelier, il se sert de cette somme pour acheter un jouet pour la fille de son bienfaiteur du moment. Et sur le chemin du retour, qui croise-t-il ? Deux pandores, bien sûr ! Et comme il n'a plus d’argent sur lui, c'est le retour à la case prison. La loi c'est la loi mais elle est bien dure...

## Fiche technique
- Titre : Le Noël d'un vagabond
- Réalisation : Ferdinand Zecca et René Leprince
- Scénario : Ferdinand Zecca et René Leprince
- Production et distribution : Pathé Frères
- Format : Muet - Noir et blanc - 1,33:1 - 35 mm
- Métrage : 720 m en nb - 505 m en version colorisée
- Dates de sortie : 
  -  France : 24 décembre 1915 au cinéma Tivoli, à Paris

## Fiche artistique
- Gabriel Signoret : Bonace, un brave vagabond dont l'honnêteté est bien mal récompensée
- René Alexandre
- Gabrielle Robinne
- Juliette Malherbe